# Jury Rupin
Jury Rupin né le 1er octobre 1946 à Krasny Lyman (URSS) et mort le 22 octobre 2008 à Vilnius est un photographe ukrainien. Il fut l'un des fondateurs du groupe Vremia, mouvement artistique issu de l'école de photographie de Kharkiv. 

## Biographie
Il obtient son premier appareil photo en 1958, à l'âge de 12 ans. Il est élève au collège technique de Slaviansk de 1961 à 1965, sert dans l'armée de 1965 à 1968, puis sort diplômé de l'Institut polytechnique de Kharkiv où il étudie de 1969 à 1974.